# Gabriel Esparza Pérez
Gabriel Esparza Pérez (Pamplona, 31 de marzo de 1973) es un deportista español que compitió en taekwondo.
Participó en los Juegos Olímpicos de Sídney 2000, obteniendo una medalla de plata en la categoría de –58 kg.
Ganó dos medallas en el Campeonato Mundial de Taekwondo, plata en 1995 y bronce en 1991, y cuatro medallas en el Campeonato Europeo de Taekwondo entre los años 1992 y 1998. Además, consiguió una medalla de oro en los Juegos Mundiales de 1993.

## Palmarés internacional
| Juegos Olímpicos   | Juegos Olímpicos         | Juegos Olímpicos  | Juegos Olímpicos |
| Año                | Lugar                    | Medalla           | Categoría        |
| ------------------ | ------------------------ | ----------------- | ---------------- |
| 2000               | Sídney (Australia)       | Medalla de plata  | –58 kg           |
| Campeonato Mundial |                          |                   |                  |
| Año                | Lugar                    | Medalla           | Categoría        |
| 1991               | Atenas (Grecia)          | Medalla de bronce | –54 kg           |
| 1995               | Manila (Filipinas)       | Medalla de plata  | –58 kg           |
| Campeonato Europeo |                          |                   |                  |
| Año                | Lugar                    | Medalla           | Categoría        |
| 1992               | Valencia (España)        | Medalla de oro    | –54 kg           |
| 1994               | Zagreb (Croacia)         | Medalla de oro    | –58 kg           |
| 1996               | Helsinki (Finlandia)     | Medalla de oro    | –58 kg           |
| 1998               | Eindhoven (Países Bajos) | Medalla de plata  | –58 kg           |